# Гришково (Духовщинський район)
Гришково (рос. Гришково) — село в Духовщинському районі Смоленської області Росії. Входить до складу Бабинського сільського поселення.
Населення — 3 особи (2007).

## Розташування
Розташоване в центральній частині області за 22 км на південний захід від міста Духовщина, за 14 км на захід від автодороги Р 136 Смоленськ-Нелідово, на березі річки Ржавець. За 27 км на північ від села знаходиться залізнична станція Присельська на лінії Москва—Мінськ.

## Історія
Станом на 1885 рік у колишньому власницькому селі Никоновської волості Духовщинського повіту Смоленської губернії мешкало 176 осіб, налічувалось 23 дворових господарства, існували православна церква, відбувалось 2 торжки.
У роки Німецько-радянської війни село окуповано гітлерівськими військами у липні 1941 року, звільнено у вересні 1943 року .